# ورم نجمي عملاق الخلايا تحت البطانة العصبية
ورم نجمي عملاق الخلايا تحت البطانة العصبية ويعرف اختصارًا سيغا (اختصارًا SEGA أو SGCA أو SGCT) هو ورمٌ دماغيٌ نجمي منخفض الدرجة (ورم نجمي) ينشأ داخل بطينات الدماغ. يشيع ارتباطه بمعقد التصلب الحدبي (TSC)، وعلى الرغم أنه مُنخفض الدرجة، إلا أنَّ موقعه قد يؤدي إلى انسداد البطينات وبالتالي استسقاء الرأس.

## العلامات والأعراض
قد يكون الأفراد المصابون بهذا النوع من الورم عديمي الأعراض، وذلك إذا استمر تدفق السائل الدماغي الشوكي (CSF) مفتوحًا، حيث إنَّ إعاقة مرور السائل تؤدي لأعراضٍ ترتبط بزيادة ضغط السائل، وتتضمن غثيان وتقيؤ وصداع (يرتبط بالموضع غالبًا) وخمول ورؤية ضبابية أو مزدوجة، إضافةً لحدوث نوباتٍ جديدة أو تفاقم النوبات السابقة، وتغير في الشخصيَّة.

## التشخيص
يُشخص هذا الورم باستعمال طرق تصوير الدماغ معززة التباين وتشمل التصوير بالرنين المغناطيسي أو التصوير المقطعي المحوسب. يُوصى إجراء تصويرٍ عصبي في الأطفال المصابين بمعقد التصلب الحدبي كل 1-3 سنواتٍ لاستثناء حدوث هذا النوع من الأورام.

## العلاج

### دوائيًا
ثبت أنَّ عقارين مرتبطين يعملان على تقليص أو استقرار الأورام النجميَّة عملاقة الخلايا تحت البطانة العصبية، وهي: الراباميسين والإيفيروليموس، وينتمي كلاهما إلى فئة مثبطات mTOR من مثبطات المناعة، كما يُمنع استعمالها في المرضى الذين يعانون من التهاباتٍ حادة.[بحاجة لمصدر]
أظهر الراباميسين (بالإنجليزية: Rapamycin)‏ فعاليته في خمسٍ حالات من هذا الورم لدى مرضى التصلب الحدبي، مما أدى إلى تقليص حجم الورم لديهم بمعدل 65%. ولكن الأورام نمت مرةً أخرى مع إيقاف الدواء. أما الإيفيروليموس (بالإنجليزية: Everolimus)‏ الذي يمتلك بنيةً مشابهة للراباميسين، ولكن مع زيادةٍ طفيفة في التوافر البيولوجي ونصف عمر أقصر، فقد دُرس على 28 مريضًا يعانون من هذا الورم، وكان هناك انخفاضٌ كبيرٌ في حجمه لدى 75% من المرضى، وتحسن طفيف في حدوث النوبات، لذلك وافقت إدارة الغذاء والدواء الأمريكية (FDA) في أكتوبر 2010 على استخدامه في علاج الأورام النجميَّة عملاقة الخلايا تحت البطانة العصبية.

### جراحيًا
أوصى تقرير مؤتمر إجماع معاهد الصحة الوطنية الأمريكية عام 1999 بضرورة إزالة أي ورمٍ من هذا النوع ينمو أو يسبب الأعراض جراحيًا. كما يُزال في الحالات التي يعاني فيها المريض من احتمالٍ مرتفع لحدوث نوباتٍ تشنجيَّة. إذا كان الورم سريع النمو أو يسبب أعراض استسقاء الرأس، فقد يؤدي تأجيل الجراحة إلى فقدان البصر، والحاجة إلى تحويلة بُطينية، وفي النهاية الوفاة. تعتبر الإزالة الكاملة للورم علاجيَّة.
تحمل جراحة إزالة الأورام داخل البطينات مخاطر حدوث مضاعفات أو الوفاة، ومن المضاعفات المحتملة حدوث ضُعف في الذاكرة قصيرة الأمد والشلل النصفي والعدوى والحاجة لوضع تحويلة بطينية صفاقيَّة دائمة، وقد يصل الأمر لحدوث سكتة دماغية أو الوفاة.

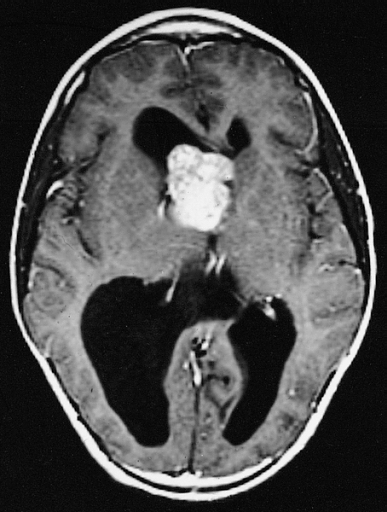
صورة رنبن مغناطيسي لدماغٍ يُظهر هذا الورم
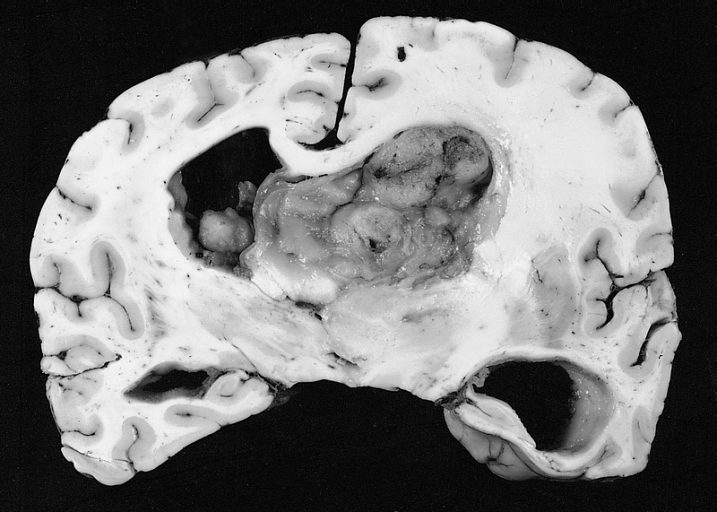
مقطعٌ تشريحي لدماغ يحتوي على هذا الورم

## المآل
إذا استئصل الورم كاملًا جراحيًا، فإنه قد لا ينمو مرةً أخرى، كما أنه لا ينتشر إلى أجزاءٍ أخرى من الجسم. وعلى الرغم من هذا، إلا أنَّ المريض لا يزال معرضًا لخطر الإصابة بأورامٍ جديدة تنشأ من العقيدات تحت البطانة العصبية في مكانٍ آخر من الجهاز البطيني، وغالبًا ما يصاب بها.

## الانتشار
حسب علم الوبائيات فإنَّ هذا الورم يحدث في 5-20% من مرضى معقد التصلب الحدبي.